# Linia kolejowa Wolgaster Fähre – Seebad Heringsdorf
Linia kolejowa Seebad Heringsdorf – Wolgaster Fähre – linia kolejowa o długości 34,9 km, łącząca Heringsdorf z Wolgast.

## Historia
16 marca 1863 roku otwarto połączenie kolejowe Berlin-Pasewalk-Züssow-Stralsund. Późniejsze działania kupców z wyspy Uznam doprowadziły do tego, że 11 grudnia 1874 roku Szczecińsko-Berlińskie Towarzystwo Kolejowe (niem. Berlin-Stettiner Eisenbahn-Gesellschaft) uzyskało koncesję na budowę odnogi tej linii do Świnoujścia przez Usedom. 15 maja 1876 roku linia dotarła do Świnoujścia, po jej uruchomieniu postanowiono zbudować równoległą linię wzdłuż wybrzeża. 1 lipca 1894 roku otwarto linię Świnoujście Główne – Seebad Heringsdorf, a w 1911 ukończono jej przedłużenie do Wolgast. Nie wybudowano natomiast mostu kolejowego nad Pianą, więc podróżni musieli przechodzić pieszo przez most drogowy do pociągu po drugiej stronie cieśniny.
Ze względu na gwałtownie wzrastający ruch samochodowy na początku lat 90 stan mostu był na tyle zły, że wprowadzono ograniczenia w jego eksploatacji. Nowy most został wybudowany w latach 1994-1996 obok starego, który rozebrano po ukończeniu budowy nowego mostu. W przeciwieństwie do swojego poprzednika, nowy most został zaprojektowany tak by można było prowadzić po nim ruch kolejowy. Dla uruchomienia połączeń przez most musiał zostać przebudowany podjazd od strony wyspy. W 2000 roku po raz pierwszy od czasu zniszczenia mostu w Karnin pociąg z wyspy Uznam przejechał na stały ląd.